# Lukas Di Nunzio

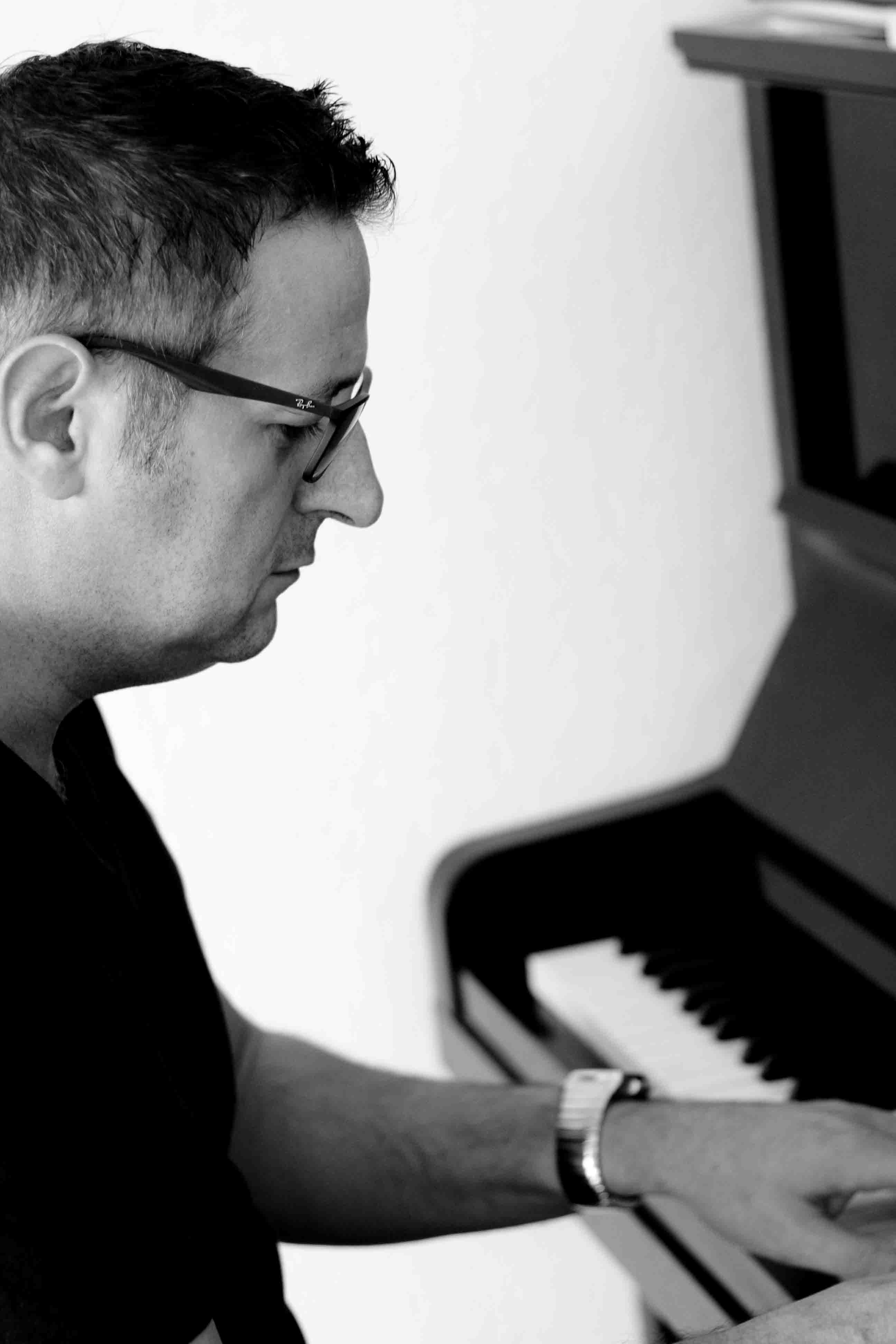
Lukas Di Nunzio

Lukas Di Nunzio (* 14. August 1966 in Wuppertal) ist ein deutscher Songwriter und Produzent christlicher Lobpreismusik und Neuen Geistlichen Liedgutes (NGL).

## Leben und Wirken
Di Nunzio erhielt zunächst Blockflöten- und Gitarrenunterricht bei Ulrich Pletsch in Gelsenkirchen. Es folgten Klavierunterricht und Unterricht an der Kirchenorgel bei A-Kantor Hanns Bierbrodt. Mitte 1991 zog Di Nunzio nach Mosbach in Baden und arbeitete dort 7 Jahre vollzeitlich im christlichen Werk Operation Mobilisation, unter anderem als musikalischer Leiter. Es folgte ein Studium im Bereich Tontechnik bei der SAE in Frankfurt am Main.
1995 stellte er ein Liederbuch mit ca. 250 Liedern zusammen, welches beim Hänssler Verlag mit dem Titel Feiert Jesus! erschien. Zum einfachen Erlernen der Lieder wurde gleichzeitig unter diesem Namen eine Doppel-CD herausgegeben. Die Startauflage des Liederbuches betrug 40.000 Exemplare. Seitdem erscheint jedes Jahr eine neue CD. Die CDs „Feiert Jesus!“ Nr. 2 bis 7 wurden vom Produzenten Albert Frey begleitet. Anschließend wurden die weiteren Produktionen von Frey und Alexander Lucas weitergeführt, der bereits bei einigen Produktionen als Chorleiter mitgewirkt hatte. 
Für Bibel TV produzierte Di Nunzio die Staffel „Sing! Dein Lied“ gemeinsam mit Günter Hänssler und Sammy Wintersohl. Mit Profil Medien und Agape Records produziert Di Nunzio zurzeit die neue CD-Reihe „Sing! Dein Lied“.
Di Nunzios Lieder erschienen auf zahlreichen Tonträger, insgesamt veröffentlichte er 50 Lieder. Das Solo-Album „Holy Moments“ erschien 2010. Seine Lieder erschienen auch erstmals im Anhang zum Gesangbuch der evangelischen Landeskirche in Baden und 2018 auch im Fernsehgottesdienst des ZDF.
Im Kirchenliederbuch Wo wir dich loben, wachsen neue Lieder - plus, das vom Strube-Verlag für die evangelischen Kirchen in Baden, Württemberg, Pfalz und der Églises Réformée et Luthérienne d’Alsace et de Lorraine herausgegeben wird, ist Lukas Di Nunzio mit zwei Titeln vertreten.
Seit 2015 ist Di Nunzio Geschäftsleiter der christlichen Lizenzagentur Christian Copyright Licensing International (CCLI) und dort seit 2018 für Europa zuständig. Di Nunzio ist darüber hinaus Mitglied im Vorstand der Domino-Stiftung.

## Lieder (Auswahl)
- Leben aus der Quelle, in: Wo wir dich loben, wachsen neue Lieder – plus, München 2018, Nr. 66
- Ein Leben, gegeben für den Herrn der Welt, in: Wo wir dich loben, wachsen neue Lieder – plus, München 2018, Nr. 131